# بخش سراب میمه
بخش سراب میمه، یکی از بخش‌های شهرستان دهلران در استان ایلام ایران است. مرکز این بخش، شهر میمه است.

## تقسیمات کشوری
- بخش سراب میمه 
  - دهستان گوراب
  - دهستان تختان

شهر: میمه

## جمعیت
بر پایه سرشماری عمومی نفوس و مسکن در سال ۱۳۹۵، جمعیت بخش سراب میمه برابر با ۲٬۷۶۶ نفر بوده‌است.